# (117197) 2004 RR171
(117197) 2004 RR171 es un asteroide perteneciente al cinturón de asteroides, descubierto el 9 de septiembre de 2004 por el equipo del Lincoln Near-Earth Asteroid Research desde el Laboratorio Lincoln, Socorro, Nuevo México.

## Designación y nombre
Designado provisionalmente como 2004 RR171.

## Características orbitales
2004 RR171 está situado a una distancia media del Sol de 2,369 ua, pudiendo alejarse hasta 2,519 ua y acercarse hasta 2,219 ua. Su excentricidad es 0,063 y la inclinación orbital 6,414 grados. Emplea 1331,91 días en completar una órbita alrededor del Sol.
Pertenece a la familia de asteroides de (4) Vesta.

## Características físicas
La magnitud absoluta de 2004 RR171 es 15,97.